# Lipnița
Lipnița – wieś w Rumunii, w okręgu Konstanca, w gminie Lipnița. W 2011 roku liczyła 986 mieszkańców.